# Heterodontus galeatus
El suño carebado  o tiburón cabeza de toro crestado (Heterodontus galeatus) es una especie poco común de tiburón cornudo de la familia Heterodontidae, que habita al este de Australia desde la superficie hasta los 93 m de profundidad. Se le puede distinguir de otros miembros de su familia debido al gran tamaño de las crestas por encima de sus ojos y por su patrón de grandes manchas oscuras. Generalmente alcanza una longitud de 1,2 m.